# Blaze de l'Utah
Stade
Le Blaze de l'Utah (en anglais : Utah Blaze) est une franchise américaine de football américain en salle évoluant en Arena Football League depuis 2006. Basés à Salt Lake City (Utah), le Blaze joue au Maverik Center, enceinte de 14 000 places inaugurée en 1991.

## Palmarès
Aucun

## Saison par saison
| Saison | Vic. | Déf. | Nuls | Class.            | En playoffs         |
| 2006   | 7    | 9    | 0    | 3e AC Western     | Défaite au 1er tour |
| Totals | 7    | 10   | 0    | (inclus playoffs) | (inclus playoffs)   |